# Csirke Ferenc (kosárlabdázó)
Csirke Ferenc (Pécs, 1976. május 4. –) korábbi kosárlabda-játékos, az NKA Universitas Pécs jelenlegi, a PVSK-Panthers, a PEAC-Pécs és az Atomerőmű SE korábbi vezetőedzője, a 3x3-as férfi kosárlabda válogatott szövetségi kapitánya.

## Karrierje
Játékosként a PVSK-ban 1993-ban kadettbajnokságot nyert, 1993-tól a PVSK másodosztályú csapatában kezdett a felnőttek között, ahonnan 1995-ben az első osztályú Soproni KC leigazolta. 1996-ban a nagy tervekkel megalakult B-csoportos Matáv Pécsi SE (Hoffmann Zoltánnal együtt) hazacsábította a fiatal játékost, aki a B-csoporttól a 2000-es Saporta Kupa-szereplésig a csapat kezdőirányítója volt (két évig a válogatott Mészáros Zalánnal megosztva) és 10 pont feletti kosárátlaggal.
A Matáv megszűnésekor a friss háromszoros bajnok Albacomp csapatába szerződött, ahol a válogatottság kapujába kerülő játékos pályafutása némileg megtört, Boros Zoltán mögé szorulva. 2002-ben átigazolt a Soproni Ászok csapatába, ahonnan 2003 februárjában távozott, és leigazolta a B-csoport elsőségéért küzdő PVSK-Panthers. 3 év pécsi A-csoport után 3 évet játszott a Kaposvári KK-nál, majd egy szezont a Dombóvárnál. 2010-ben a B-csoportos Fehérvár KC-hez szerződött, ahol novemberben súlyos Achilles-sérülést szenvedett. A pénzügyi gondokkal küszködő csapatot elhagyva a Kozármisleny B-csoportos csapatának edzője lett.
Sérüléséből felépülve sem tért vissza a pályára, 2011 nyarán elvállalta a Kozármisleny vezetőedzői posztja mellé a PVSK-Pannonpower másodedzői pozícióját. 2011. decemberben Szrecsko Szekulovics vezetőedző távozásával ő lett az A-csoportos együttes megbízott vezetőedzője, melyet véglegesítettek és 8 éven keresztül minden évben meghosszabbítottak. A csapattal mind a 8 év alatt bejutott a rájátszásba, 2 nyolcadik, 3 hetedik, 2 hatodik helyet, valamint 2019-ben egy bronzérmet ért el vezetésével a PVSK, mely 2019 őszén a FIBA Európa-kupa küzdelmeibe is kvalifikálta magát. 2019 decemberében, 10 egymás után elveszített tétmérkőzés után mentette fel a PVSK a munkavégzés alól.
2020 júniusától a PEAC-Pécs női csapat vezetőedzője.
2022 májusától 2023 októberéig a Atomerőmű SE férfi csapat vezetőedzője. 2024 januárjától az NKA Universitas Pécs edzője.
2016 januárjától a 3x3-as férfi kosárlabda válogatott szövetségi kapitánya.

## Sikerei
- All Star-tag (1999, 2005)
- Magyar kupa 2. (2000)

## Klubjai játékosként
- 1993–1995  PVSK (NB I/B)
- 1995–1996  Soproni Ászok KC
- 1996–2000  Matáv SE Pécs (1996-1997 NB I/B, 1999 Saporta Kupa)
- 2000–2002  Albacomp-UPC (2000 Korać Kupa)
- 2002–2003  Soproni Ászok KC
- 2003–2006  PVSK-Panthers (2003 tavasz NB I/B)
- 2006–2009  Kaposvári KK
- 2009–2010  Dombóvár KC
- 2010  MKB Euroleasing Fehérvár KC (NB I/B)

## Klubjai edzőként
- 2011. január – 2011. december  Ceragem Kozármisleny SE (NB I/B)
- 2011. augusztus – 2011. december  PVSK-Panthers (másodedző)
- 2011. december – 2019. december  PVSK-Panthers (vezetőedző, 2019 FIBA Európa-kupa)
- 2020. június – 2022. május  PEAC-Pécs (női NB I/A, 2021 FIBA EuroCup)
- 2022. május – 2023. október  Atomerőmű SE
- 2024. január –   NKA Universitas Pécs

## Díjai, elismerései
- 2019: eurobasket.com Év Edzője[10]
- 2019: Városháza emlékérem[11]